# Flers (Pas-de-Calais)
Flers ist eine französische Gemeinde im Département Pas-de-Calais in der Region Hauts-de-France. Sie gehört zum Kanton Saint-Pol-sur-Ternoise im Arrondissement Arras.

## Lage
Die Gemeinde Flers liegt im Artois am Ende eines Seitentals der Canche, 40 Kilometer westlich von Arras und 40 Kilometer ostsüdöstlich von Montreuil-sur-Mer. Nachbargemeinden von Flers sind Héricourt im Norden, Croisette und Hautecloque im Nordosten, Écoivres im Osten, Nuncq-Hautecôte im Südosten, Boubers-sur-Canche im Süden, Monchel-sur-Canche im Südwesten sowie Blangerval-Blangermont im Westen.

## Bevölkerungsentwicklung
| Jahr                       | 1962 | 1968 | 1975 | 1982 | 1990 | 1999 | 2006 | 2014 | 2022 |
| -------------------------- | ---- | ---- | ---- | ---- | ---- | ---- | ---- | ---- | ---- |
| Einwohner                  | 237  | 250  | 228  | 227  | 221  | 200  | 172  | 222  | 217  |
| Quellen: Cassini und INSEE |      |      |      |      |      |      |      |      |      |

## Sehenswürdigkeiten
- Schloss, Monument historique
- Kirche Saint-Éloi, Monument historique

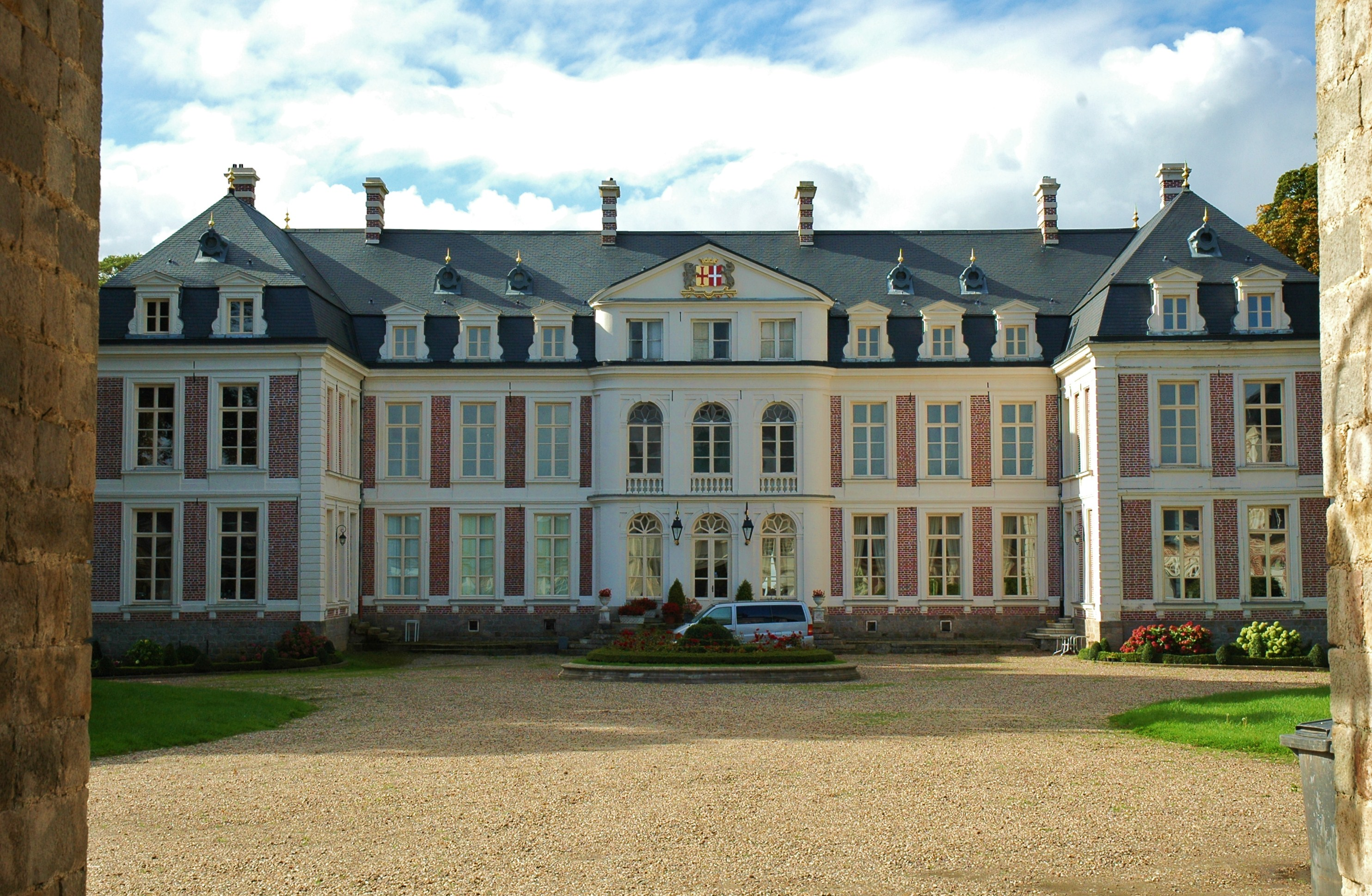
Schloss
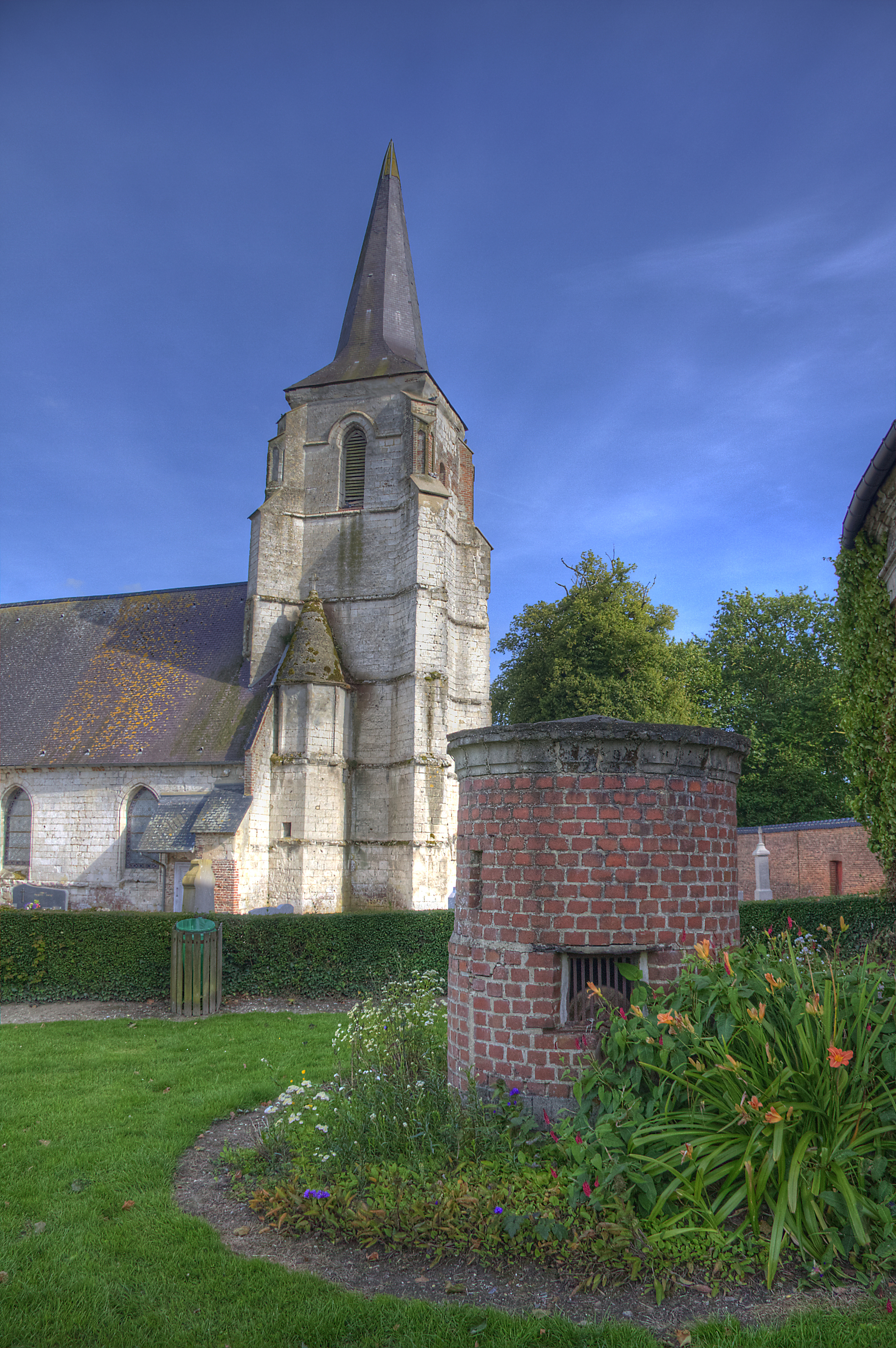
Kirche Saint-Éloi